# Javier Navarrete
Javier Navarrete   (Terol, 1956) és un compositor musical. Inicialment es va dedicar a la música electrònica, però posteriorment ha treballat tant pel cinema, com creant música incidental per teatre i ballet o música programàtica per actes públics o espais recreatius. Va ser nominat a l'Oscar per la pel·lícula El laberinto del fauno.
Als 19 anys es va traslladar a Barcelona, on es va iniciar en un àmbit musical molt particular, el de la música electrònica, amb compositors vinculats a la Fundació Phonos, com Eduardo Polonio o Gabriel Brncic, el seu mestre. Carles Santos també va ser una influència primerenca. Ha compost la banda sonora de les dues pel·lícules de terror de Guillermo del Toro relacionades amb la Guerra Civil, El espinazo del diablo y El laberinto del fauno. La seva partitura per a la pel·lícula d'HBO Hemingway & Gellhorn el va fer guanyar un Premi Emmy. En 2017 va estrenar una òpera dedicada a Los amantes de Teruel.

## Filmografia
- Mr. Harrigan's Phone (2022)
- Antlers (2021)
- Emperor (2020)
- Raoul Taburin (2018)
- Greta (2018)
- Zhong Kui: Snow Girl and the Dark Crystal (2015)
- Philip Kaufman (2012)
- Hemingway & Gellhorn (2012)
- Ira de titans (2012)
- The Laundry Warrior (2009)
- Cracks (2009)
- Inkheart (2009)
- Fireflies in the garden (2008)
- Mirrors (2008)
- El laberinto del fauno (2006)
- La màquina de ballar (2006)
- Yo, puta (2004)
- El punto sobre la i (2003)
- Sara (2003)
- Platillos volantes (2003)
- Naúfragos (2002)
- Trece campanadas (2002)
- El espinazo del diablo (2000)
- El mar (2000)
- Me llamo Sara (1999)
- 99.9 (1997)
- Andrea (1995)
- Susanna (1995)
- Manila (1991)